# Elephantomyia (Elephantomyodes) tasmaniensis barringtonia
Elephantomyia (Elephantomyodes) tasmaniensis barringtonia is een ondersoort van de tweevleugelige Elephantomyia (Elephantomyodes) tasmaniensis uit de familie steltmuggen (Limoniidae). De ondersoort komt voor in het Australaziatisch gebied.